# Bogumił Szmulik
Bogumił Szmulik (ur. 15 stycznia 1965) – polski prawnik i politolog, profesor nauk prawnych, konstytucjonalista.

## Życiorys
Ukończył studia w zakresie prawa i nauk politycznych na Uniwersytecie Marii Curie Skłodowskiej w Lublinie. W 1996 uzyskał stopień doktora nauk humanistycznych na Wydziale Politologii UMCS w Lublinie, a w 2005 stopień doktora nauk prawnych na Wydziale Prawa, Prawa Kanonicznego i Administracji Katolickiego Uniwersytetu Lubelskiego. Stopień doktora habilitowanego nauk prawnych uzyskał w 2009 na Wydziale Prawa, Prawa Kanonicznego i Administracji KUL. W 2024 uzyskał tytuł naukowy profesora nauk społecznych w dyscyplinie nauki prawne.
Odbył staże naukowe w Kriminologische Forschungstelle des Kriminalwissenschaftlichen Instituts der Universität zu Köln (opieka naukowa profesora Michaela Waltera) w Kolonii oraz w Max-Planck-Institut für ausländisches und internationales Strafrecht we Fryburgu.
1 października 2010 został kierownikiem Katedry Prawa Konstytucyjnego Porównawczego i Współczesnych Systemów Politycznych na Wydziale Prawa i Administracji UKSW na stanowisku profesora nadzwyczajnego. 1 września 2012 objął funkcję prodziekana do spraw nauki na tym wydziale oraz został członkiem senatu UKSW (m.in. członek Komisji Senatu do Spraw Statutowych). Wszedł w skład Rady Naukowej „Studiów Orientalnych” – Wydawnictwo Adam Marszałek. Od 2020 dziekan Wydziału Prawa i Administracji Uniwersytetu Kardynała Stefana Wyszyńskiego w Warszawie.
W styczniu 2012 został członkiem Polskiej Komisji Akredytacyjnej. Po odwołaniu w marcu 2016 wszystkich członków komitetu redakcyjnego „Przeglądu Sejmowego” został zastępcą redaktora naczelnego tego czasopisma.
30 marca 2016 został powołany przez marszałka Sejmu Marka Kuchcińskiego w skład Zespołu Ekspertów do spraw Problematyki Trybunału Konstytucyjnego, który otrzymał za zadanie podjęcie kwestii powodujących zaistniały w 2015 kryzys wokół TK (zespół złożył raport 1 sierpnia 2016). W 2016 premier Beata Szydło powołała go w skład Rady Legislacyjnej. Od 1 stycznia 2017 do 31 marca 2018 dyrektor Wydawnictwa Sejmowego.
W czerwcu 2017 wspólnie z Bogusławem Banaszakiem i Anną Łabno opracował na zlecenie partii Prawo i Sprawiedliwość ankietę w sprawie nowej konstytucji skierowaną do polskich prawników konstytucjonalistów. Na ponad 102 rozesłane ankiety poza autorami odpowiedziało 11 osób.
1 września 2020 został wybrany dziekanem Wydziału Prawa i Administracji Uniwersytetu Kardynała Stefana Wyszyńskiego w Warszawie.
2 marca 2021 został przez premiera Mateusza Morawieckiego powołany na stanowisko dyrektora Instytutu De Republica. W 2022 został odwołany z tego stanowiska.

## Wykaz ważniejszych publikacji
Monografie:
- Sądownictwo konstytucyjne. Ochrona konstytucyjności prawa w Polsce, Lublin 2001,Wydawnictwo UMCS, s. 185.
- Skarga konstytucyjna. Polski model na tle porównawczym, Warszawa 2006, Wydawnictwo C.H. Beck, s. 317.
- Pozycja ustrojowa Sądu Najwyższego w Rzeczypospolitej Polskiej, Warszawa 2008, Wydawnictwo C.H. Beck, s. 420.

Redakcja prac zbiorowych:
- Wybrane aspekty parlamentaryzmu zracjonalizowanego, red. Bogumił Szmulik, Mariusz Paździor, Lublin 2011, s. 192.
- Ewolucja demokracji przedstawicielskiej w krajach Europy Środkowej i Wschodniej, red. Bogumił Szmulik, Mariusz Paździor, Lublin 2013, s. 465.
- Ewolucja demokracji przedstawicielskiej w krajach Europy Środkowej i Wschodniej, red. Bogumił Szmulik, Mariusz Paździor, wydanie II uzupełnione, Lublin 2013, s. 529.

Podręczniki autorskie:
- Organy ochrony prawnej RP, Bogumił Szmulik, Sławomir Serafin, Warszawa 2007, Wydawnictwo C.H. Beck, s. 485.
- Zarys prawa administracyjnego, Bogumił Szmulik, Sławomir Serafin, Katarzyna Miaskowska, Warszawa 2007, Wydawnictwo C.H. Beck, s. 258.
- Organy ochrony prawnej RP, Sławomir Serafin, Bogumił Szmulik (Warszawa 2010, Wydawnictwo C.H.Beck, wyd. II, s. 518.)
- Zarys prawa administracyjnego, Bogumił Szmulik, Sławomir Serafin, Katarzyna Miaskowska (Warszawa 2011, Wydawnictwo C.H.Beck, wyd. II, s. 272).

Podręczniki pod redakcją:
- Ustrój organów ochrony prawnej, red. Bogumił Szmulik, Marek Żmigrodzki, Lublin 2001, Wydawnictwo UMCS, s. 340.
- Wprowadzenie do nauki o państwie i polityce, red. Bogumił Szmulik, Marek Żmigrodzki, Lublin 2002, Wydawnictwo UMCS, s. 520.
- Ustrój organów ochrony prawnej, red. Bogumił Szmulik, Marek Żmigrodzki, Lublin 2003, Wydawnictwo UMCS, wyd. II zmienione i rozszerzone, s. 551.
- Ustrój organów ochrony prawnej, red. Bogumił Szmulik, Marek Żmigrodzki, Lublin 2005, Wydawnictwo UMCS, wyd. III zmienione i rozszerzone, s. 559.
- Instytucje bezpieczeństwa narodowego, red. Mariusz Paździor, Bogumił Szmulik, Warszawa 2012, s. 443.
- Ustroje konstytucyjne państw współczesnych, red. Bogumił Szmulik, Wydawnictwo C.H. Beck, Warszawa 2012, s. 289.
- Konstytucyjny system organów państwowych, red. Bogumił Szmulik, Mariusz Paździor, Wydawnictwo Wolters Kluwer, Warszawa 2014, s. 383.

Publikacje encyklopedyczne:
- Leksykon obywatela, red. Sławomir Serafin, Bogumił Szmulik, Warszawa 2008, Wydawnictwo C.H.Beck, s. 1232.
- Encyklopedia samorządu terytorialnego, red. Katarzyna Miaskowska-Daszkiewicz, Bogumił Szmulik, Warszawa 2010, Wydawnictwo Wolters Kluwer, s. 1028.

Komentarze:
- Administracja publiczna. t. I. Ustrój administracji państwowej centralnej, red. Bogumił Szmulik, Katarzyna Miaskowska-Daszkiewicz, Wydawnictwo C.H. Beck, Warszawa 2012, s. 1700.
- Administracja publiczna. t. II. Ustrój administracji państwowej terenowej, red. Bogumił Szmulik, Katarzyna Miaskowska-Daszkiewicz, Wydawnictwo C.H. Beck, Warszawa 2012, s. 856.
- Administracja publiczna. t. III. Ustrój administracji samorządowej, red. Bogumił Szmulik, Katarzyna Miaskowska-Daszkiewicz, Wydawnictwo C.H. Beck, Warszawa 2012, s. 670.

## Stypendia i nagrody
- 1994 grant fundowany przez KAAD (Katholischer AkademischerAusländer – Dienst) na 6 miesięczny pobyt w niemieckich placówkach naukowych.
- 1996-1997 grant na realizację projektu badawczego: „Rola Trybunału Konstytucyjnego w procesie transformacji ustrojowej Rzeczypospolitej Polskiej w latach 1989–1996” – Individual Research Support Scheme Grant (RSS No.: 451/1996).
- 2002 NAGRODA SPECJALNA Stowarzyszenia Wydawców Szkół Wyższych przyznana Wydawnictwu UMCS w Lublinie dla książki „Wprowadzenie do nauki o państwie i polityce” red. Bogumił Szmulik, Marek Żmigrodzki; nagrodę przyznało Jury Konkursu na Najlepszą Książkę Akademicką ATENA'2002 na IX Krajowych Targach Książki Akademickiej;
- 2008 Wyróżnienie Redakcji Magazynu Literackiego KSIĄŻKI za książkę miesiąca: „Leksykon obywatela” książka listopada 2008 roku, kategoria „prawo” Wydawnictwo C.H. Beck.

## Członkostwo w towarzystwach naukowych i stowarzyszeniach
- Towarzystwo Naukowe Katolickiego Uniwersytetu Lubelskiego Jana Pawła II
- Polskie Towarzystwo Legislacji
- Polskie Towarzystwo Prawa Konstytucyjnego
- Stowarzyszenie Absolwentów UMCS w Lublinie